# Christian Ulrich von Brockdorff
Christian Ulrich greve von Brockdorff (27. august 1724 – 25. september 1808) var en holstensk godsejer og dansk gehejmeråd, til Klethkamp.
Han var søn af dansk gehejmeråd Christian Friedrich greve von Brockdorff og Ulrika Eleonora f. von Völkersam. Han blev kammerjunker 1750, karakteriseret infanterikaptajn samme år, reformert kaptajn ved grenadererne 1754, kammerherre 1758, afskediget fra militæretaten 1761 med obersts karakter, fik Ordenen de la fidélité 1764, Dannebrogordenen 1769, blev senere gehejmeråd og 1777 verbitter for det adelige Kloster i Itzehoe, 1790 gehejmekonferensråd, død 25. september 1808.
I året 1758 ægtede han Georgine Anna Christine von Hahn (f. 1741, fik Ordenen de la fidélité 1770, d. 1786). Året efter hendes død giftede han sig med enkebaronesse Bothmer, Georgine Louise
Frederikke f. Hahn (1760-1798).